# 長山氏
長山氏（ながやまし）は、日本の氏族のひとつである。

## 長山氏とは
複数の系統があり、下記に個々の概要を示す。
- 藤原氏。藤原南家熱田神宮大宮司。
- 藤原氏。藤原北家利仁流遠山氏族。
- 藤原氏支流。本国は加賀国で、長山直政の代から幕臣として仕え、禄高1350石の旗本となる。
- 清和源氏佐竹氏族の北酒出氏の庶流に長山氏がある。下記で解説する。
- 清和源氏の一系統 摂津源氏の後裔に長山氏がある。下記で解説する。
- 上記とおなじく土岐氏流の長山氏もある。『太平記』に記されている土岐頼貞の九男長山頼基（堀口貞満の女婿）および土岐成頼の子長山元頼などがあるが、いずれも1代限りである[2]。
- 桓武平氏大掾氏族。常陸国の名族。行方郡長山村より起こる。
- 桓武平氏相馬氏族。相馬忠胤の五世 左京大夫胤晴の子に長山胤信がいた。
- 桓武平氏岩城氏族。岩城常朝の子 隆平の子に長山五郎隆友がいた。

## 清和源氏佐竹氏族 長山氏
清和源氏佐竹氏族の長山氏の遠祖は清和天皇第六皇子 貞純親王の王子 経基王と仰ぎ、その子 満仲の四男 河内源氏の祖 頼信の系統を引ぐ。河内源氏の系統は、平忠常を平定した頼信、前九年の役を平定した頼義と経基王以来代々鎮守府将軍を務め、武門の棟梁としてその地歩を固め、東国に広大な勢力を有した。佐竹氏族は頼義の三男 源義光の長男 義業の子 佐竹昌義にはじまる。
昌義の孫佐竹秀義の子北酒出季義が承久の乱で戦功を挙げて、美濃国に所領を与えられて、その支配を任されて美濃佐竹氏（袋田氏とも）の祖となった。その後裔の北酒出光家（舜方）は土岐氏一族の武将 蜂屋冬親（または原冬親）の娘を生母とし、同国で勢力を持ち、二男二女を儲けた。嫡男は北酒出弾正少弼澄常、次男は長山左門基親と名乗り、長女は同じ源義光流の甲斐源氏 武田尚信の養女となり、次女は飛騨国司 姉小路氏の室となった。基親の子の馬場政直は江戸幕府に対して家臣の車斯忠とともに謀反を企んだために処刑された。

## 清和源氏（摂津源氏）流長山氏
同じく清和源氏で源満仲の長男 頼光を祖とする摂津源氏の系統に長山氏がある。その遠祖は兵庫頭源仲政、源三位頼政と仰ぎ、隼人佐常頼の代に美濃国住人 山県出羽守に同道して常陸国に入るという。
```
系譜 兵庫頭源仲政-源三位頼政-頼兼-右馬権守頼茂-伊豆守頼氏-藤寿丸国頼-式部大輔定頼-越前守氏頼-大和守柳頼-内近佐義頼-治部輔明頼-石見守為頼-蔵人佐清頼-上野守政頼-下野守盛頼
-大膳亮時頼-◎-長山隼人佐常頼-若狭守行頼-備中守柳頼-山城守晴頼-丹後守房頼-兵部大輔願頼-但馬守頼重-右馬佐頼直-七左衛門頼忠-喜左衛門頼通-喜左衛門頼恭---
```

## 藤原氏支流 長山氏
藤原氏支流の長山氏の遠祖は公家出身とも宇都宮から出たとも伝えられており、長山伊賀守が室町幕府へ奉公していた。長山伊賀守の実子の長山道直が加賀藩前田家の家臣として前田利長方の馬廻りを務め、その実子の長山道直から江戸幕府に幕臣として仕えた。
系譜
長山伊賀守―長山道直―長山直政―長山直利―長山直張―長山直幡（讃岐守）―長山直郷―長山直之―長山直緟―長山直候―長山祐一郎

## 佐竹家臣 長山氏
これら佐竹氏族系、摂津源氏系の長山氏はそれぞれ佐竹家臣として見え、佐竹家中の衆として長山勘解由の名が見える。子孫は秋田藩士或いは水戸藩郷士として続いた。なお、常陸国の長山氏の家紋としては丸に四つ目、丸に九枚笹、丸に剣片喰、三つ盛り亀甲に花菱を用いる家が多い。

### 秋田藩士 長山氏
- 長山美濃流

佐竹氏の家臣として秋田転封に随行し、秋田藩士となった家系に長山美濃の系統がある。本姓は源氏。
```
系譜 長山美濃―加賀守―豊後―竪綱―孝秀―調綱―茂平太綱尚
```

- 長山頼種流

同じく秋田藩士に源姓の長山頼種流がある。
```
系譜 長山頼種-頼長-頼勝-頼香-頼廣-八郎兵衛頼安
```

- 長山蔵人流

はじめ出羽国仙北郡角館城主 戸沢盛安に仕える。その後、最上義光に仕え、山形藩士となるが元和8年（1622年）山形藩改易に伴い流離し、仙北郡に蟄居後、秋田新藩主となった佐竹義宣に仕え歩行勤仕となるという。幕紋は鶴。
```
系譜 長山蔵人-若狭-彦兵衛―盛亍―久平盛常
```

- 長山七左衛門流

長山七左衛門の子 長山喜左衛門頼道の代に佐竹義宣に随い、常陸国より出羽国秋田郡大館に移住するという。
```
系譜 長山七左衛門一頼道―頼泰―弥平次頼意
```

- 長山六郎左衛門頼晴流

佐竹義宣に随い、常陸国より秋田郡大館に移住するという。
```
系譜 長山六郎左衛門頼晴-頼宗-七郎兵衛頼茂
```

- 長山頼定流

家伝によれば摂津源氏流長山氏であるという。頼定の代に常陸国から秋田転封に随行し、平鹿郡横手に住み、45石を給されるという
```
系譜 長山亦五郎頼定―頼次―頼久―頼冬―伝右衛門頼央
```

### 水戸藩郷士 長山氏
なお、佐竹氏の庶流 長山氏のうち佐竹氏の秋田転封に随行しなかった者はそのまま常陸国に留まった。それらの者は水戸藩の郷士として取り立てられたという。

### 尊王志士・義民としての長山氏
また、上記の水戸藩郷士 長山氏及び同じ常陸国内で長山姓を有する者で幕末、天狗党の乱に加わった者がいたとされる。以下、それらの面々について概説する。
- 長山彦四郎 常陸国那珂郡の百姓。諱は義見。天狗党の乱に加わり、慶応2年（1866年）7月4日、江戸佃島にて獄死。享年25（17とも）。靖国神社合祀[13]。
- 長山伊助 那珂郡那賀村の山横目添役兼里正。諱は明啓。天狗党に加わり、慶応元年（1865年）6月12日、獄死。享年36。靖国神社合祀[14]。
- 長山助十郎 那珂郡若林村の百姓。天狗党に加わり、慶応元年（1865年）閏5月1日、獄死する。享年38。靖国神社合祀[15]。
- 長山清左衛門 那珂郡門井村の百姓。諱は方紀。天狗党に加わり、慶応3年（1867年）1月16日、下総国銚子で獄死する。享年65。靖国神社合祀[15]。
- 長山総兵衛 常陸国久慈郡冥賀村の百姓。小山守。天狗党に加わり、慶応元年（1865年）8月10日、下総国佐倉にて獄死する。享年54。靖国神社合祀[16]。
- 長山佐平次 常陸国多賀郡下孫村の百姓（郷士とも）。安政6年（1859年）、士民と江戸に向かい、7月29日、河内郡鹿子村にて自刃する。享年29。靖国神社合祀[17]。
- 長山四郎兵衛 常陸国多賀郡下孫村の百姓。天狗党に加わり、元治元年（1864年）8月28日、同郡内の金沢村で民兵と合戦に及び討ち死にする。享年58。贈正五位。靖国神社合祀[18]。
- 長山伝七 常陸多賀郡介川村の百姓。元治元年（1864年）9月8日、獄死。享年29。靖国神社合祀[19]。
- 長山健次 常陸多賀郡介川村の百姓。慶応元年（1865年）1月20日、獄死。享年24。靖国神社合祀[20]。